# Roger Bocquet
Roger Bocquet (Genève, 19 april 1921 – 10 maart 1994) is een voormalig Zwitsers voetballer, die gedurende zijn carrière speelde als verdediger voor FC Lausanne-Sport.
Bocquet kwam in totaal 48 keer uit voor het Zwitsers nationaal elftal. Hij maakte deel uit van de selecties voor het WK voetbal 1950 en 1954. Na dat laatste toernooi beëindigde hij zijn actieve loopbaan.

## Erelijst
FC Lausanne-Sport
- Zwitsers landskampioen

1944, 1951
- Zwitsers bekerwinnaar

1944, 1950